# Jimmy (réacteur)
Jimmy est un concept de micro-réacteur nucléaire à fission et de faible puissance (10 ou 20 MWth). De par sa petite taille et faible puissance, c'est un petit réacteur modulaire dit PRM (SMR en anglais), et plus précisément un AMR (advance modular reactor). Il est développé depuis 2020 par la start-up française Jimmy Energy.
La filière nucléaire du réacteur Jimmy est celle des réacteurs nucléaires à haute température (ou HTR pour high temperature reactor), et appartient de fait à la quatrième génération de réacteurs nucléaires. 
Il s'agit d'un réacteur destiné à la production de chaleur à haute température, afin de décarboner les sites industriels produisant leur chaleur à partir d'énergie fossile (principalement du gaz naturel).

## Historique et développement

### Historique
L'entreprise, dont le nom est tiré du personnage de dessin animé Jimmy Neutron, est créée en novembre 2020 par Antoine Guyot et Mathilde Grivet,,. Cette démarche, née pendant le confinement, résulte d'un double constat : les industriels ont besoin de changer leurs sources de chaleur mais peu d'alternatives décarbonées rentables existent ; et la fission nucléaire permet de produire de la chaleur décarbonée à bas coût,,.

### Développement
Comme tout projet de réacteur nucléaire en France, le développement des PRM est suivi de manière conjointe par l'ASN et par l'IRSN. Les modalités de dialogue et d’instruction sont divisées en quatre phases,:
1. Suivi prospectif : présentation de l'entreprise et de son projet de réacteur ;
2. Revue préparatoire : échange d'informations thématiques entre l'entreprise et l'ASN-IRSN ;
3. Dossier d'option de sureté (DOS) : instruction anticipée des options de sûreté nucléaire retenues (étude du design basique du projet) ;
4. Demande d'autorisation de création (DAC) : instruction et inspection complète du dossier (étude du design détaillé du projet), en vue d'accorder le statut d'installation nucléaire de base (INB) nécessaire pour la construction du réacteur.

Le PRM Jimmy est le premier à déposer un dossier de type DOS en France auprès de l'ASN en septembre 2022 (phase 3) qui a confiée l'instruction technique à l'IRSN, et le premier à déposer une DAC pour son usine de construction/assemblage du SMR auprès de l'ASN en avril 2024 (phase 4),.
Jimmy Energy effectue plusieurs levées de fonds : une première de 2,2 millions € auprès d'investisseurs privés en février 2022, puis 15 millions € auprès d'autres investisseurs privés en octobre 2022, et enfin 32 millions € de fonds publics en novembre 2023 comme lauréat de l'appel à projets « Réacteurs nucléaires innovants », lancé dans le cadre du programme France 2030,. Le versement de cette subvention s’échelonne en fonction des besoins en trésorerie de l'entreprise pour le paiement de ses fournisseurs.

## Caractéristiques techniques
| Puissance thermique maximale      | 10 ou 20 MW                                       |
| Géométrie du cœur                 | Prismatique                                       |
| Combustible                       | Particules TRISO                                  |
| Combustible                       | uranium moyennement enrichi à 9%, appelé HALEU    |
| Durée de vie                      | 20 ans                                            |
| Cycle de recharge                 | 10 ans                                            |
| Modérateur                        | Graphite                                          |
| Température du cœur               | ~ 550 °C                                          |
| Caloporteur du circuit primaire   | Hélium pressurisé                                 |
| Pression du circuit primaire      | 1,5 MPa                                           |
| Caloporteur du circuit secondaire | CO2 pressurisé                                    |
| Température du circuit secondaire | ~ 430 °C                                          |
| Caloporteur industriel            | Vapeur d'eau, air chaud, huile industrielle, etc. |
| Dimension du bâtiment réacteur    | ~ 20m x 20m x 20m                                 |

Deux versions du réacteur Jimmy sont développées : une de 10 MWth et une autre de 20 MWth. 
Le cœur du réacteur est constitué d'une « mini-cuve » sous pression à 1,5 MPa et à haute température (environ 550 °C). À l'intérieur se trouve le combustible nucléaire (cf infra) inclus au sein d'un modérateur en graphite. Le fluide caloporteur du circuit primaire est de l'hélium pressurisé, dont le mouvement est assuré par un circulateur. Ce fluide primaire transfère sa chaleur au moyen d'un échangeur à un deuxième circuit (appelé circuit secondaire), rempli de CO2 pressurisé. Enfin, un deuxième échangeur permet le transfert de chaleur entre le CO2 pressurisé et le fluide que l'industriel désire chauffer : vapeur d'eau, air chaud, huile industrielle, etc..
Le réacteur est conçu pour une durée d'utilisation de 20 ans, avec une unique recharge de combustible à 10 ans. Du fait de sa faible puissance, le réacteur Jimmy ne nécessite pas de refroidissement actif ou de source d'eau froide à proximité.

### Combustible: particules TRISO
À la différence des réacteurs à eau pressurisée conventionnels, où le combustible est fait de pastilles d'uranium faiblement enrichi à 5% assemblées en crayon puis en assemblage combustible de 4 mètres de hauteur, le réacteur Jimmy utilise de l'uranium moyennement enrichi à 9% appelé HALEU (High-Assay Low Enriched Uranium). Cet uranium moyennement enrichi est enrobé dans du carbone et du carbure de silicium pour former des « billes » infra-millimétriques appelées particules TRISO (TRistructural ISOtropic). Les particules TRISO bénéficient d'un bon retour d'expérience, et sont communément utilisées comme assemblage combustible dans les autres réacteurs nucléaires à haute température à travers le monde.  Elles ont l'avantage d'avoir une grande étanchéité ainsi qu'une bonne résistance mécanique jusqu'à des températures de 1 600 °C, ce qui participe à leur conférer une sûreté intrinsèque,.

## Fabrication
Jimmy Energy choisi en février 2024 la ville du Creusot, en Saône-et-Loire (lieu historique de l'industrie nucléaire française avec la présence des usines Framatome), pour l'implantation de sa future usine de construction et d'assemblage des composants de la chaudière nucléaire de son réacteur Jimmy, ainsi que de son combustible,.
L'entreprise prévoit la création de 300 emplois d'ici 2028. Le chantier sera lancé dès 2024 et un premier bâtiment sera construit en 2025 pour gérer le stockage et l'assemblage des pièces non nucléaires ; puis en 2026 un second bâtiment consacré à l'assemblage des cuves de réacteur ; et enfin en 2028 une usine de production du combustible (particule TRISO). Le graphite (graphite IG-110 déjà utilisé dans d'autres réacteurs VHTR) sera fourni par l'entreprise japonaise Toyo Tanso, leader mondial de la production de graphites techniques isotropes.
Une fois les composants construits, le réacteur est assemblé sur le site de l'industriel dans un bâtiment d'une vingtaine de mètres de côté et de hauteur.

## Projets de PRM Jimmy dans le monde

### Site de la coopérative Cristal Union à Bazancourt
Jimmy Energy annonce en avril 2024 un premier contact avec la coopérative sucrière Cristal Union pour l'implantation d'un réacteur Jimmy de 10 MW sur son site industriel de Cristanol à Bazancourt dans la Marne,. Le site, classé à haut risque Seveso, fait partie des 50 plus grands émetteurs industriels de gaz à effet de serre en France. Cristal Union souhaite remplacer la production de vapeur d'eau jusqu'alors réalisée à l'aide de brûleurs à gaz, par une source de chaleur bas-carbone,,. Le même mois, Jimmy Energy dépose une demande d'autorisation de création (DAC) auprès de l'ASN afin de crée l'INB nécessaire à la construction de son micro-réacteur,. Cette décision d'installation est contestée par l'association antinucléaire Robin des Bois.
L'objectif est un début d'exploitation à l'horizon 2026-2027. Jimmy Energy estime que chaque réacteur permettrait d'éviter l'émission de 350 000 tonnes de CO2.